# Parco nazionale di Vu Quang
Il parco nazionale di Vu Quang (in vietnamita:Vườn quốc gia Vũ Quang) è un'area naturale protetta del Vietnam. Occupa una superficie di 550,289 km² nella provincia di Ha Tinh. Il parco, fino al 2002 riserva naturale, è gestito dal People's Committee of Ha Tinh province..